# بنجر السكر (الإسكندرية)
قرية بنجر السكر هي إحدى القرى التابعة لمركز برج العرب في محافظة الإسكندرية في جمهورية مصر العربية. حسب إحصاءات سنة 2018، بلغ إجمالي السكان في بنجر السكر 37,161 نسمة، منهم 19,536 رجل و 17,625 امرأة.